# Acantheremus salesopolensis
Acantheremus salesopolensis är en insektsart som beskrevs av Piza Jr. 1980. Acantheremus salesopolensis ingår i släktet Acantheremus och familjen vårtbitare. Inga underarter finns listade i Catalogue of Life.